# Eurhopalothrix isabellae
Eurhopalothrix isabellae é uma espécie de formiga do gênero Eurhopalothrix, pertencente à subfamília Myrmicinae.